# Sub pielea mea
 (juillet 2021).
Sub pielea mea (en francais : « Sous ma peau ») est une chanson enregistrée par le groupe moldave Carla's Dreams. La chanson est sortie le 20 janvier 2016 et elle fait partie du troisième album du groupe NGOC.
La chanson a atteint le numéro 1 en Roumanie et en Russie. En outre, il est devenu le morceau le plus vendu dans le segment russe d'iTunes et d'Apple Music à la fin de 2016.
La chanson a été nommée pour le Radio Romania 2017 Music Award dans la catégorie "Chanson de l'année".

## Titre
Le mot Eroina, qui fait également partie du titre de la chanson, est répété plusieurs fois dans le refrain de la chanson. Le mot "Eroina" lui-même se traduit par "héroïne", mais selon Amalgama, il peut également être traduit par "héroïne" en raison de sa parfaite consonance avec le mot "héroïne" et de la similitude dans le sens du texte.

## Clip vidéo
La séquence vidéo a eu lieu à Chisinau, dans une salle de théâtre dirigée par Roman Burlaca.  La vidéo présente l'acteur moldave Cristian Perepeliuc et la petite amie du réalisateur Roman Burlaca. La vidéo présente les protagonistes dans des hypostases qui suggéreraient des scènes d'amour. La vidéo commence avec les deux protagonistes déguisés en étudiants nerds attendant l'ascenseur où se trouve le leader du groupe. Ils montent dans l'ascenseur puis descendent et arrivent dans une pièce semblable à une chambre où ils se déshabillent. Tout au long du clip, les protagonistes sont présentés dans toutes sortes de situations qui seraient similaires aux parties d'amour. La vidéo se termine avec le soliste et les protagonistes dans l'ascenseur satisfaits, se regardant et souriant à la caméra. Dans d'autres scènes de la vidéo, le leader chante et danse dans l'ascenseur respectif est également présenté. La vidéo a été téléchargée sur la chaîne YouTube du groupe Carla's Dreamset compte actuellement plus de 86 000 000 de vues, étant la vidéo du groupe la plus regardée à l'heure actuelle.
Le clip est inspiré de scènes du film Cinquante Nuances de Grey (film) . Le site de la station de radio roumaine Europa FM a écrit que l'érotisme de ce clip a attiré une telle attention du public.

## Graphiques
| Chart (2016–17)                   | Peak position |
| --------------------------------- | ------------- |
| Romania (Airplay 100)             | 1             |
| Roumanie (Romanian Radio Airplay) | 1             |
| Ukraine (Tophit Radio Top 100)    | 7             |

| Chart (2016)             | Position |
| ------------------------ | -------- |
| CIS (Tophit)             | 4        |
| Russia Airplay (Tophit)  | 2        |
| Ukraine Airplay (Tophit) | 34       |
| Chart (2017)             | Position |
| Poland (ZPAV)            | 96       |